# Goldbachia laevigata
Goldbachia laevigata är en korsblommig växtart som först beskrevs av Friedrich August Marschall von Bieberstein, och fick sitt nu gällande namn av Dc. Goldbachia laevigata ingår i släktet Goldbachia och familjen korsblommiga växter. Inga underarter finns listade i Catalogue of Life.